# Expandeur
Pour les articles homonymes, voir expander (homonymie).
À ne pas confondre avec Expander (effet).

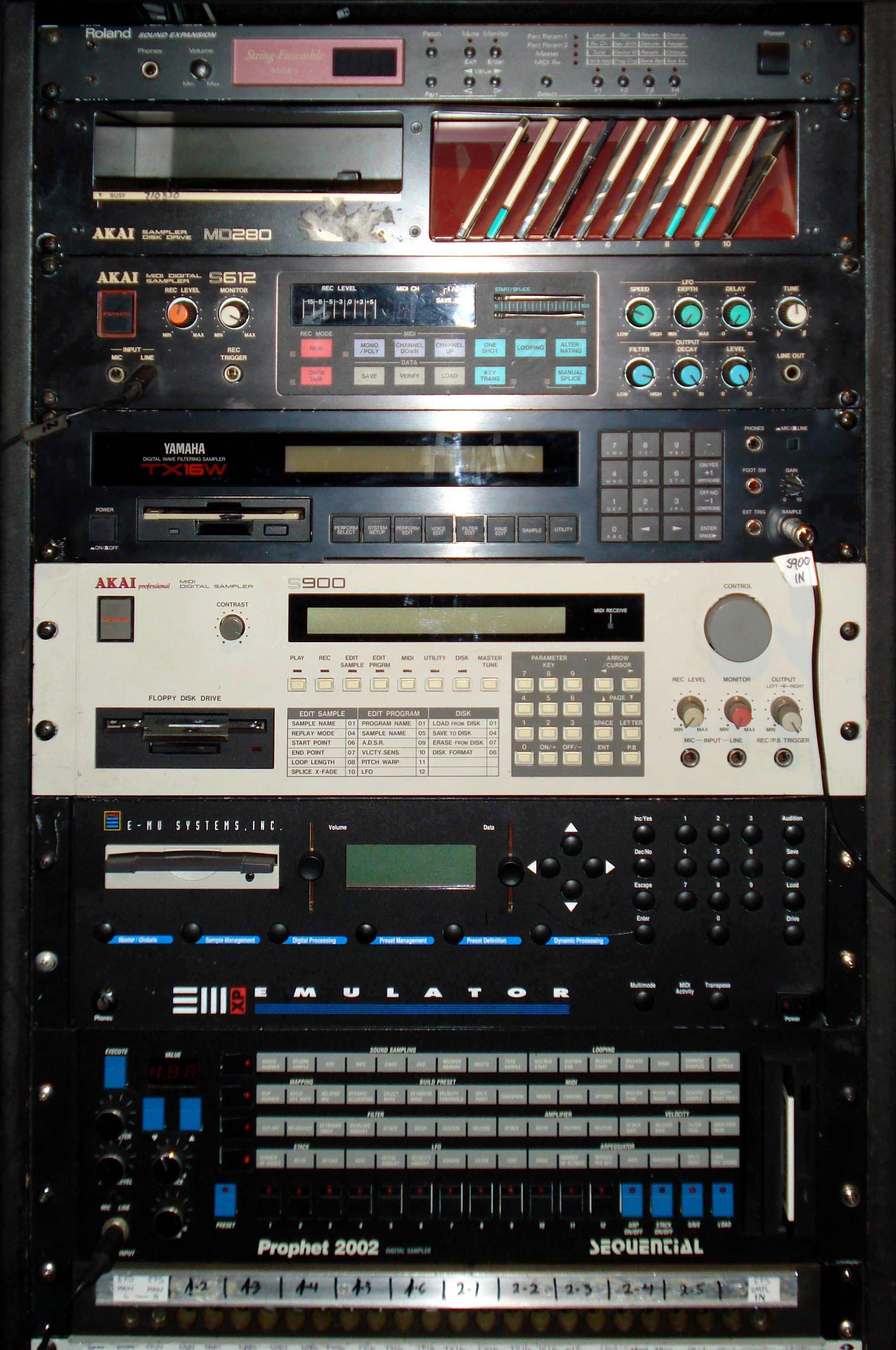
Des expandeurs en rack

Un expandeur (en anglais expander) est un instrument de musique (synthétiseur, échantillonneur, module de sons) dépourvu de clavier pour en jouer et en exploiter les ressources. Il est destiné à être contrôlé en MIDI (ou parfois en CV/Gate) par un clavier maître, un séquenceur ou tout autre système de commande. On peut également le relier directement à un ordinateur personnel, selon les modèles, soit par une prise MIDI, soit par une prise USB.    
L'expandeur a l'avantage d'être  compact et, lorsqu'il est de dimension standard, peut être empilé dans un rack avec d'autres instruments de même type ou des modules d'effets. Il est notamment apprécié des musiciens qui disposent de peu de place pour agencer leur matériel musical ou qui possèdent un bon clavier maître et ne souhaitent pas s'encombrer de claviers supplémentaires.
Un expandeur est normalement moins cher à l'achat que sa version « avec clavier », lorsque celle-ci elle existe, et propose malgré tout plus ou moins les mêmes fonctionnalités, bien que souvent avec une interface différente et simplifiée.